# 德斯·杜吉德
德斯·杜吉德（英語：Des Duguid，1941年11月6日—2008年5月16日），澳大利亚男子拳击运动员。他曾代表澳大利亚参加1954年大英帝国和英联邦运动会拳击比赛，获得男子63.5公斤级铜牌。